# Голодомор на Кубані
Голодомо́р на Куба́ні — штучно створений масовий голод у сільських районах Кубані й Північного Кавказу з метою зменшення населення, більшість якого становили на той час в регіоні етнічні українці. Проводився у складі заходів з геноциду й етноциду українців. Був складовою організованого керівництвом Радянського Союзу Голодомору на українських етнічних землях СРСР.
За даними Всесоюзного перепису 1926—1937 років, сільське населення на Північному Кавказі скоротилося на 24 %. На Кубані тільки за період з листопада 1932 р. по весну 1933 р. число задокументованих жертв голоду склало 62 тис. чоловік. На думку інших істориків, реальна цифра загиблих у рази більша.
Голод супроводжувався терором, тотальним винищенням козаків і селян, засланнями до Сибіру, політикою переселення, денаціоналізації і боротьби з проявами української і козацької свідомості. За масштабами жертв Кубанський Голодомор не поступається голоду на території тодішньої УСРР, а його наслідки стали катастрофічними для села, козацтва і української національно-культурної традиції в регіонах Північного Кавказу.

## Передумови

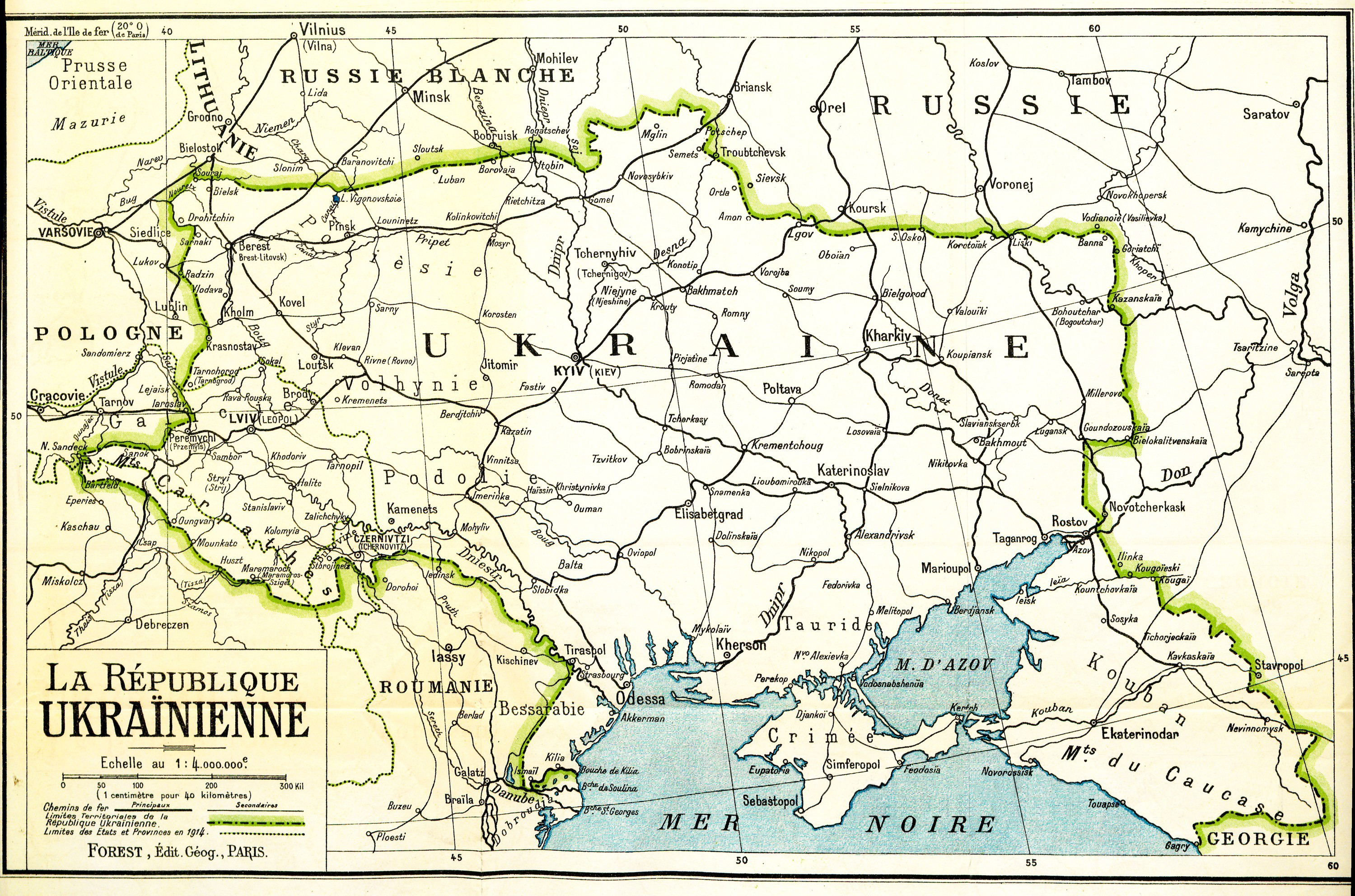
Землі, заселені етнічними українцями. Мапа з Паризької мирної конференції 1919—1920 роках

20-ті роки минули на Кубані в умовах жорстокої повстанської боротьби кубанських козаків, які нещодавно мали свою незалежність у Кубанській Народній Республіці і втратили її у боротьбі з більшовиками. Радянській владі було важко контролювати волелюбних козаків, що їх повстанські частини нараховували іноді декілька тисяч осіб. Уже в лютому 1920 р. Всеросійська надзвичайна комісія видала постанову по Кубані, згідно з якою влада застосовувала для боротьби з повстанцями нелюдські заходи — розстріли, знищення родичів повстанців, переселення їхніх дітей до центральної Росії. Одним із пунктів зазначалося — «за кожного вбитого радянського діяча платитися сотнею мешканців сіл і станиць». Наступ на національну інтелігенцію і міцних сільських господарів розпочався майже одночасно в Україні і на Кубані. У 1926 р. на Північному Кавказі проживало 3 107 000 українців, із них 1 412 276 — лише на Кубані. Існувало багато українських шкіл, які перебували під юрисдикцією Скрипника як тодішнього наркома освіти. У Краснодарі працював український педагогічний інститут, у станиці Полтавській — педагогічний технікум.
У грудні 1929 р., під час загальної культурної чистки в Україні, заарештували деяких науковців кубансько-українського походження. Наприкінці 20-х років була сфабрикована справа «Союзу Кубані й України», у зв'язку з якою по Україні і Кубані прокотилася хвиля арештів українських викладачів і студентів, безпідставно звинувачуваних у «буржуазному націоналізмі».
Але головним ударом по інтелігенції була так звана справа Спілки визволення України (СВУ). Ще у квітні 1929 р. видатні українські вчені і письменники були звинувачені у підготовці збройного повстання, в утворенні підпільної контрреволюційної організації СВУ. У липні в Україні у зв'язку із справою СВУ почалися масові арешти, а в грудні вони прокотилися і по Кубані. З 9 березня до 20 квітня 1930 р. в Харкові відбувався процес над звинуваченими, а арешти і ув'язнення ще довго продовжувалися на Кубані і в Україні.
У 1930 р. закінчилася перша стадія примусової колективізації. Небажання селян працювати в колгоспах, постійні повстання в селах і станицях, різке зниження врожайності свідчили, що серед більшості сільського населення Кубані та України продовжується міцний опір намаганням побудувати колгоспну систему.
Селянам ніби й дозволялося залишати колгоспи, і за короткий час більшість селян Кубані та України це зробили. Однак тим, хто виходив із колгоспу, відібрану землю, реманент і худобу не повертали. І працелюбні господарі з останніх сил намагалися відбудувати своє зруйноване господарство. Але відступ партійного керівництва від проведення суцільної колективізації був лише тимчасовим — почався другий етап наступу на незалежного селянина, наступ, який призвів до жахливих наслідків, У вересні 1930 р. на селян-одноосібників були покладені надзвичайно високі зернові податки. Якщо зважити, що цілий рік вони не мали змоги вільно господарювати на своїй землі, то можна зрозуміти: такі податки повністю розорювали одноосібників і практично перетворювали незалежних господарів у жебраків.
Знову покотилася безглузда хвиля розкуркулювання — сотні тисяч родин потяглися під вартою до Сибіру на голодну й холодну загибель. Решта селян знову опинилася в колгоспах. За короткий час колгоспи були перетворені на ідеальне знаряддя для вибивання у селян зерна. Селяни й козаки вже майже нічого не мали в особистій власності — всі харчі і збіжжя ретельно контролювали колгоспні керівники. Сталінський уряд нарешті здобув можливість у десятки разів збільшити вивіз хліба за кордон, за що мав отримати величезні кошти. Але доки фермери Канади топили збіжжя, щоб на нього остаточно не впала ціна у країнах Америки та Європи, куди постачався відібраний у селян хліб, серед українців починався вже голод.

## Геноцид українців на Кубані

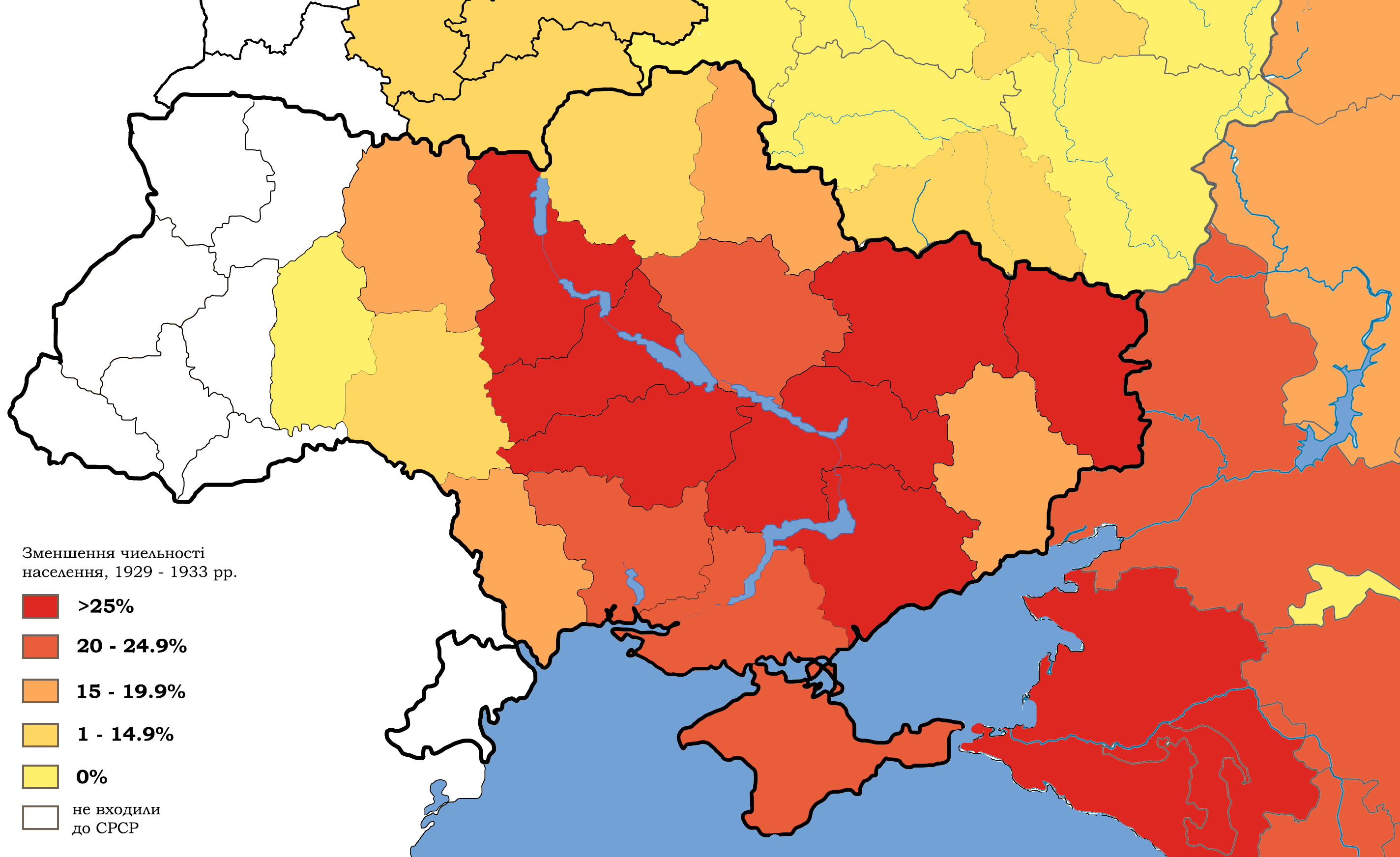
Зменшення населення в Україні, на Кубані та півдні Росії у 1929—1932 роках

Як і на території УРСР на Кубані проводилися політика, що призвела до голоду. Те, що він на Кубані був штучним і є геноцидом українського народу, свідчать і дані офіційного перепису населення. Згідно з дослідженням В. Ракачева, кандидата історичних наук, доцента кафедри соціології Кубанського державного університету, процеси колективізації, голод 1932—1933 років, репресії стали причиною серйозних змін у демографічній структурі. Унаслідок цих подій значно скоротилася кількість населення, особливо чоловічого. Проаналізувавши дані, автор дослідження звертає увагу на те, що хоча голод і неврожай спостерігалися тоді в багатьох областях СРСР, проте найбільше постраждали сільськогосподарські області України (окрім Донбасу), Саратівська, Куйбишевська області, АРСР німців Поволжя, а також Кубань. Дослідник І. Краваль вважає, що причиною такої ситуації є те, що саме в цих областях спостерігався найбільший спротив політиці розкуркулення і колективізації. Якщо б голод не був штучним, то, звичайно, всі області постраждали більш-менш однаково. Проте дані чисельності населення є яскравим свідченням того, що голод, розкуркулення і репресії спричинили більше наслідків в тих областях, де населення активно супротивилося політиці вищого керівництва СРСР на чолі з Й. Сталіним.
Відповідно до перепису населення 1926 року на Кубані проживало близько 1,5 млн українців, зокрема:
- в Кубанському окрузі їх проживало 916 тисяч, що становило 62 % всього населення;
- Ставропольському окрузі 246 тисяч українців (34 %),
- Чорноморському − 104 тисячі (38 %),
- Терському — 194 тисяч (30 %).

Згідно перепису населення Краснодарського краю 1958 року українців в краї проживало вже лише 137 604 чол. (3, 96 %). Себто за 32 роки з 1926 р. по 1959 рік, завдяки Голодоморові, депортаціям, чисельність українців на Кубані зменшилось на 1 млн. 362 396 осіб. Перепис населення, котрий було проведено 2010 року, засвідчив катастрофічне зменшення чисельності саме українців на цих землях, головною причиною якого став саме голод 1932—1933 років. Згідно з цим переписом, у Краснодарському краї зараз проживає лише 84 тисячі українців (1,6 %), а в Ставропольському — 30 тисяч (1,1 %). Разом це становить заледве 114 тисяч українців. Це майже в 15 разів (!) менше, ніж було в 1920-х роках. При це писало інтернет-видання Українська Кубань.
Так, згідно з дослідженнями Д. Білого, оскільки всі репресивні обставини — Голодомор, репресії, депортації — торкнулися в першу чергу українських районів, в яких українці складали від 30 % (Тихорецький район) до 87 % (Темрюцький район), а загалом у сільській місцевості, яка була найбільше охоплена Голодомором, українці становили 66,6 %, то й відсоток українців серед жертв досягав близько 70 %. За даними Р. Медвєдєва, з Кубані було депортовано населення 16 станиць загальною чисельністю 200 тис. осіб, при чому М. В. Палібін, що виселялись і колгоспники — середняки й бідняки. З огляду на це, стає зрозуміло, що наплив переселенців з центральних районів Росії на ці території був набагато більшим, ніж в Україні. Якщо до України в 1933 р. 329 ешелонами завезено 21,856 господарств російських колгоспників загальною чисельністю 117,149 чоловік, то на Кубань тільки упродовж 1931—1932 рр. прибуло понад 500 тис. переселенців з центральної Росії, значну частину яких складали демобілізовані червоноармійці. За даними С. Чорного від Голодомору на Кубані загинула приблизно половина місцевих українців.
Політика вищого керівництва СРСР, як свідчить історія, завжди була прорахованою, в ній майже не було місця випадковостям. Отже, виникає питання: як міг бути випадковим голод одночасно (!) на тих територіях, де основну частину населення складають саме українці, і на тих територіях, котрі завжди славилися своїми родючими землями і високими показниками врожайності? Відповідь: ніяк. Це був штучний голод, це був геноцид українського народу на всіх територіях його проживання.
Радянська влада досягла поставлених цілей
Наслідки цілеспрямованої політики Й. Сталіна відчуваються й сьогодні: в Україні менше, на Кубані більше. Якщо в 1925 році на Кубані працювало майже 150 україномовних шкіл, то зараз нема жодної; якщо у 1920-х роках у краї діяли видавництва, редакції, котрі випускали україномовні видання, то зараз на Кубані не випускається жодної газети чи журналу українською мовою; в краї немає українського радіо і телебачення.

## Факт злочину

Комуністична пропаганда звинувачує селян станиці Полтавської у саботажі хлібозаготівель

7 серпня 1932 р. вийшов закон «Про охорону державної власності», згідно з яким вся колгоспна власність ставала державною. Пізніше цей закон отримав серед народу назву «закон про колоски», адже сотні тисяч селян були позбавлені волі, відправлені у сибірські табори або розстріляні тільки за те, що намагалися на колгоспному полі зібрати хоч трохи колосків для своїх голодних дітей. Додатково Верховному суду СРСР та прокуратурі Верховного суду СРСР, Народним Комісаріатам Юстиції союзних республік, головам крайових (обласних) судів, крайовим (обласним) прокурорам, головам і прокурорам лінійних судів, районним прокурорам, Голові ГПУ України, повноважним представникам ОГПУ, ДТООГПУ, начальникам оперсекторів була 16 вересня направлена таємна «Інструкція по застосуванню постанови ЦВК і РНК СРСР від 7 серпня 1932 р. про охорону майна державних підприємств, колгоспів і кооперації і зміцненню громадської (соціалістичної) власності».
Переважна більшість населення Кубані вже була поколективізованою. Найупертіших козаків-господарів розстріляли або відправили до Сибіру. Але ще мільйони селян України й Кубані продовжували чинити постійний опір колгоспній системі, не могли змиритися з тоталітарним устроєм, що утверджувався. Кубанські козаки, предки яких відстояли свою волю у кривавій боротьбі з польськими панами, царськими вельможами, генералами-диктаторами, не могли стати безправними гвинтиками у механізмі сталінської держави. Але тепер у цій нерівній жорстокій боротьбі Кубань була приречена.
23 липня 1932 р. вийшла постанова політбюро ЦК ВКП6 про хлібозаготівлю на липень. Збіжжя, яке повинні були здати Україна й Кубань, сягало фантастичної цифри. Враховуючи те, що весною 1932 р. Кубань охопив голод, що врожай значно знизився, ця постанова, в разі її виконання, приречувала населення Кубані й України на голодну смерть.
Так Сталін зі своїми помічниками свідомо раз і назавжди вирішував проблему з «непокірними» кубанськими козаками. Для виконання хлібозаготівлі на Кубань стягували війська, особливо каральні загони. По хатах місцеві активісти проводили повальні обшуки, під час яких забирали всі харчі, викачували абсолютно все до останньої зернини. За спробу зберегти хоч трохи продуктів, заарештовували або розстрілювали.
Безпосереднім керівником терору і розправи на Кубані був Лазар Каганович.
«З метою посилення хлібозаготівель відрядити… т. Кагановича на Північний Кавказ із групою в складі тт. Юркіна, Чернова», — зазначалося в постанові від 22 жовтня 1931 р. До цієї комісії ввійшли також А. Мікоян, Я. Гамарник, Г. Ягода, М. Шкірятов і О. Косарєв.
Ті, кубанці, яким пощастило пережити події 30-років, згадували про перебування Кагановича прислів'ям «Як Мамай пройшов». 2 листопада він провів у крайкомі партії збори, на яких був розроблений план виконання хлібозаготівель. Внаслідок цих зборів 4 листопада 1932 р. вийшла постанова, яка зобов'язувала владу «зломити саботаж хлібозаготівель куркульським контрреволюційним елементом, знищити опір частини сільських комуністів, що стали фактичними провідниками саботажу».
На Кубані запроваджувався воєнний стан. Вводилася система «чорних дощок». У кожній станиці висіла «чорна дошка» з реєстром станиць, які не виконували план хлібозаготівлі. Ці станиці опинялися у продовольчій блокаді. Повністю припинявся підвіз товарів у кооперативні і державні крамниці, а ті козаки, що дивом залишалися живими, виселялись до Сибіру. Так, на «чорну дошку» потрапили станиці Полтавська, Медведівська, Урупська, Уманська, Незамасовська, Темиргосовська, Ладожська, Новорождественська, Новодерев'янковська, Стародерев'янковська, Старокорсунська, Старощербинівська, Платирівська, Боковська і Мешковська. Таким чином, близько 30 районів Кубані — Невинномиський, Слов'янський, Брюховецький, Павловський, Усть-Лабінський, Кропоткінський, Новоолександрівський, Єйський, Краснодарський, Курганський, Кореновський, Отрадненський, Канівський, Тихорецький, Тимошевський, Новопокровський — були приречені на жахливу смерть. Голодомор супроводжувався терором — у згадані райони вводили каральні загони з ветеранів ОДПУ — латишів, мадярів, китайців, які поводили себе як завойовники на окупованій території. Тільки у станиці Тихорецькій було розстріляно за три дні близько 600 козаків. Населення багатьох станиць у повному складі вивозили до Сибіру. За різними даними, з Кубані тоді було депортовано від 50 до 200 тисяч жителів.
Тактика і стратегія творення Голодомору очевидна: приборкати українців, забрати хліб у кубанців, які розмовляють «українською мовою», застосувати режим соціальної резервації (чорні дошки). У 14-ти районах краю, судячи із стенограми наради з Л. Кагановичем, селянам бракувало хліба, відбувався падіж худоби, половина ріллі не була засіяна. Московські емісари, які приїхали разом із Л. Кагановичем, використовували терміни «Кубань», «Кубанські райони», також вимагали виконання хлібозаготівельних завдань, подолати «кронштадтські явища», тобто рух опору. Л. Каганович запропонував від «оборони перейти у наступ», припинити завезення товарів, застосувати «чорні дошки», виправдовував доцільність «великих жертв».
У станиці Старомінській висів плакат: «Здамо хліб і не потрапимо на чорну дошку». У жителів станиці були відібрані всі харчі. Навіть жменьки гороху були забрані. Карателі й активісти нишпорили по дахах хат, зазирали у водостічні труби. Штиряли ціпками городи, шукали, де закопане збіжжя. План заготівель станиця виконала, але селяни почали вимирати з голоду. Вимирали родинами.
Люди гинули тисячами. У звітах повідомлялося про численні випадки людоїдства. Директиви райкомів ВКП(б) вимагали постійного збільшення хлібозаготівель і вилучення збіжжя понад планом. Про дикість тогочасних подій свідчить такий факт: у станицях, де залишалися собаки, комуністи вимагали проведення додаткових перевірок: «Якщо собаки залишалися живими, значить саботажники ховають харчі…»
Кубанський Голодомор, за різними оцінками, точився до року 1934-го.

## Спогади очевидців
Дослідник Кубані, український письменник і історик, автор праці «Малиновий клин» Дмитро Білий, батьки якого були вихідцями з Кубані, наводить такі спогади очевидців:
|  | "Приповзаєш в сусідню хату, опухший від голоду, що-небудь попросиш поїсти, а там усі мертві. Старі на печі, дитя в колисці, хто де. Ховати було нікому. Закопували на цвинтарі сантиметрів на 20 в глибину. Копать нікому, люди слабі. Взимку заривали мертвих на цвинтарі прямо в сніг. Як ідеш повз цвинтар, зі снігу стирчать чорні ноги померлих від голоду. Ноги трупів гризли голодні собаки... Люди падали і помирали з голоду на ходу... Один козак упав від голоду — до нього хтось підбіг і закричав: "Води, води швидше!", — а чоловік помирав і ледь, ледь казав: "Хліба, хліба". Влада, станичні активісти в цей час мали твердий (закритого продрозподілення) пайок з білим хлібом, маслом і навіть шампанським". Ця розповідь типова для всіх станиць. |

|  | "Смертність така, що ховають не тільки без домовин (дощок нема), а просто викопана величезна яма, куди активісти і солдати звозять опухлих від голодної смерті і закопують — це в місті, а в станицях просто жах — там вмерлі лежать в хатах, поки смердюче повітря не приверне чиєїсь уваги. Хліба нема: в тих станицях, в яких є риба, люди сушать риб'ячі кістки, мелють їх, потім замішують з водою - роблять коржі - це замінює хліб. Ні кішок, ні собак вже давно немає — все це поїли... Стали зникати діти... їх ріжуть, роблять з них холодні котлети і продають, а топлений жир з них голодні купують... В колодязі знайшли кістки з людськими нігтями. В колишніх склепах знайдено засолене людське м'ясо... У нас тиф сипний, живемо без ліків..." |

## Голодомор як елемент терору
По станицях спалахували повстання, які жорстоко придушувалися. Найбільш непокірною виявилася станиця Полтавська, козаки якої завжди відрізнялися взаємодопомогою, високим рівнем культури і національною свідомістю. З нею влада розправилася найбільш жорстоко. Ще в 1922—1930 рр. з 5600 родин, що заселяли станицю, 300 було вислано, а 250 чоловік розстріляно. У 1930—1932 рр. багато козаків станиці заарештували у зв'язку зі справою СВУ. В грудні 1932 р. в станиці Полтавській доведені до відчаю люди підняли повстання. Тільки великі військові підрозділи після тривалих боїв придушили його.
Особливою постановою ЦК ВКП(б) та РНК СРСР «Про хлібозаготівлі в Україні, Північному Кавказі та Західних областях» від 14 грудня 1932 р. наказувалося:
|  | "Враховуючи те, що в значній частині районів Кубані контрреволюційні елементи-кулаки, колишні офіцери, петлюрівці, прихильники Кубанської Ради та інші прийшли у колгоспи як голови або впливові члени правління, рахівники, комірники, бригадири у молотарці й т.і., зуміли проникнути у сільради, земоргани, кооперації.. ЦК ВКП(6) та РНК СРСР зобов'язують ЦК КП(б)у Північно-Кавказькому районі, РНК України і крайвиконком Північно-Кавказького краю рішуче викорінювати ці контрреволюційні елементи шляхом арештів, заслання до концтаборів на тривалий строк, не зупиняючись перед застосуванням вищої міри покарання до особливо злісних із них... Висилати в найкоротший строк до інших областей СРСР зі станиць... Із Полтавської, як найбільш контрреволюційної, - усіх мешканців за винятком дійсно відданих Радянській владі... і заселити цю станицю добросовісними колгоспниками-червоноармійцями, що працюють умовах малоземелля і на незручних землях в інших краях, передавши їм всі землі та озимі посіви, будови, інвентар та худобу виселених". |

Та невеличка купка козаків, яким вдалося уникнути виселення, ще деякий час продовжувала збройну боротьбу, але була знищена. Станицю заселили вихідці з Росії, Білорусі і перейменували у Красноармійську. Така доля спіткала багато станиць. Станиця Уманська перейменована була на Ленінградську. Станиця Брюховецька до колективізації мала 20 тисяч люду, після голоду, повстань і виселення повністю спустіла. «Тільки деінде по хатах лежали мерлі від голоду люди». Роберт Конквест, англійський дослідник Голодомору, автор книги «Жнива Скорботи» наводить спогади військового-очевидця, який побачив Брюховецьку після придушеного повстання і голоду:
|  | Як і в інших місцях, кілька місяців тому придушили спробу повстання й усіх уцілілих — чоловіків і жінок, дітей та інвалідів — депортували, за винятком якоїсь старої пари. На вулиці виріс бур'ян висотою з дерево, а зруйновані та покинуті хати ледь було видно. Він увійшов у дім : "За півхвилини, що я провів там, я побачив два людських трупи. Стара жінка сиділа на підлозі, і голова з сивим нечесаним волоссям упала їй на груди. Вона похилилася на ліжко, широко розставивши ноги. Її мертві руки схрещувалися на грудях. Вона вмерла саме так, віддавши Богові душу, і як хрестилася, так і застигла навіки. Чиясь жовта рука простяглася з ліжка і лежала на голові жінки. На ліжку виднілося тіло старого чоловіка в домотканій сорочці та штанях. Старі підошви ніг стирчали над краєм ліжка, і видно було, що ці ноги багато ходили по землі. Я не міг бачити обличчя чоловіка, воно було обернуте до стіни. З соромом мушу признатися, мені було справді страшно. Чомусь та рука, що лежала на голові старої, особливо вразила мене. Можливо, в останньому зусиллі старий опустив руку на голову своєї мертвої жінки, і так вони обоє й померли. Коли це сталося — тиждень тому чи два ?" Але все ж таки там була одна жива душа. Голий чоловік із довгим волоссям і бородою воював зі зграєю кішок під акацією за володіння мертвим голубом. Він збожеволів, але оповідач зміг поєднати в одне ціле його історію. Той був комуніст і голова місцевої сільради, але з початку колективізації розірвав свій партквиток і приєднався до повстанців. Їх у більшості розстріляли, але йому вдалося заховатися в малярійних болотах поблизу річки Кубані. Його жінка та діти були серед депортованих. Чоловікові якось удалося пережити зиму, а тоді він повернувся до свого старого дому — останній мешканець того, що колись було великим і заможним селищем... |

## Втрати
У книзі Конквеста знаходимо спогади очевидця:
|  | "Інженер, що працював на Північно-Кавказькій залізниці, подає такий опис подій: "На початку 1933 р. від залізничної станції Кавказька кожного ранку в певний час перед світанком відходили два таємничих потяги в напрямі Мінеральних Вод та Ростова. Потяги були порожні, і кожен складався з 5-10 вантажних вагонів. Приблизно за дві-чотири години потяги поверталися, зупинялися на якийсь час на маленькій бічній станції, а тоді йшли далі запасною колією, що була тупиком і вела до колишньої каменярні. Поки потяги зупинялися на Кавказькій або на бічній колії, всі вагони були замкнені, але виглядали навантаженими і пильно охоронялися ДПУ. Спочатку ніхто не звертав уваги на таємничі потяги, включно зі мною. Я працював там тимчасово, оскільки був ще студентом Московського інституту транспорту. Але одного разу кондуктор Х., член партії, тихо покликав мене і повів до поїздів, сказавши : "Я хочу тобі показати, що є у вагонах". Він трохи відчинив двері одного з них, я зазирнув і майже знепритомнів через те, що там побачив. У вагоні було повно трупів, накиданих будь-як. Кондуктор пізніше розповів мені таку історію : "Начальник станції отримав таємний наказ від свого начальства виконати прохання місцевого та залізничного відділів ДПУ і мати напоготові кожного світанку два потяги з порожніми вантажними вагонами. Бригаду залізничників, що обслуговувала потяги, охороняли співробітники ДПУ. Потяги виходили, щоб зібрати трупи селян, яких доставляли до залізничних станцій із ближніх сіл. Трупи ховали на віддаленій ділянці за каменярнею. Всю зону охороняло ДПУ, і нікого зі сторонніх осіб близько не підпускали". |

Про кількість людських жертв на Кубані можна лише здогадуватись. У станиці Лабінській від голоду з 24 тисяч жителів померло 14 тисяч козаків. А в станиці Старокорсунській з 14 тисяч населення залишилося менше тисячі. Роберт Конквест наводив враження англійських дипломатів від побаченого на Кубані у 1933 р.: «Елемент козацтва великою мірою знищений шляхом убивств і депортацій». Кубань — «напівспустошений край, який треба освоювати з самого початку».
Конквест пише про 1 мільйон загиблих від голоду на Північному Кавказі. Статистика стверджує, що в краю кількість смертей перевищила кількість народжень на 391 тис. осіб. Якби можна було б виділити Кубанський округ, то його показники були значно вищими і наблизилися до українських. Проте, розглядаючи загальну картину, кубанські показники «розчиняються» в показниках п'яти інших округів Північно-Кавказького краю. Нагадаємо, що за переписом населення СРСР 1926 року українців у селах Кубанського округу проживало 850 985 осіб, росіян — 384 462, вірмен — 6963.

## Удар по українській культурі
А тим часом, у 1932—1933 рр. місцева преса (зокрема газета «Молот») вже рясніла звинуваченнями багатьох кубанських визначних осіб у «місцевому націоналізмі». На початку 1933 р. було арештовано чимало партійно-державних та культурних діячів, у тому числі майже всіх професорів українських навчальних закладів. Російська мова стала витісняти українську як мова навчання. А між 1933 та 1937 роками всі 746 українських початкових шкіл на Кубані перетворили на російські.
Роздавлена, знелюднена Голодомором, репресіями і депортаціями, повністю денаціоналізована Кубань потерпіла, мабуть, більше, ніж інші регіони. Можна стверджувати, що влада досягла тут повної перемоги над місцевим населенням.

## Кубанський Голодомор в художній літературі

### «Жовтий князь»
Не всім відомо, що хрестоматійний твір українського письменника Василя Барки «Жовтий князь» про трагічну долю родини Катранників зі Слобожанщини, ґрунтується саме на кубанських спогадах письменника про Голодомор.
Уродженець Полтавщини, Василь Очерет (справжнє прізвище письменника) переїжджає з України на Кубань 1928 року, тікаючи від переслідувань українських партійних робітників. У Краснодарі він учиться на українській філології педагогічного університету, вступає до аспірантури і починає писати вірші. Страшний 33-й він також зустрічає на кубанській землі і стає очевидцем та жертвою Голодомору.
«Напівголодне існування, виснаження, рани, з яких сочилася брудна рідина, опухлі й водянисті ноги…» — згадуючи все це письменник скаже, що вже не надіявся вижити, бо «пізнав муки голоду аж до передсмертної межі». Потім Барка відтворить у пам'яті події на Кубані, і світ побачить його твір «Жовтий князь».
|  | "Я знав інші болі, як поранення, але то щось таке, що спалювало всю істоту. І, може, тому, що я це знав, тому мені пощастило в "Жовтому князі" відновити ту психологічну глибинність цієї голодової смерті" - напише письменник пізніше про найголовнішу книгу свого життя. |

### «Басаврюк ХХ»
|  | Кожух швидко пішов далі, де за кілька дворів стояла хата Баглаїв, великої та щирої родини, добрих господарів та невтомних співців. Останній раз, ще взимку, десятирічний Омелько Баглай притягнув до повстанців мішечок з "бурсаками", тютюном та чвертю самогону. Тепер Кожух хотів розпитатися у старого Петра Баглая про події у станиці. Ворота у Баглаїв були чомусь відкриті, Кожух тихо загнав патрон до патронника і, тримаючи карабін наготові, проскочив до великого двору. На подвір’ї було тихо, великий курінь Баглаїв білів у темряві. Кожух обережно пішов, ховаючись за стіною порожньої стайні, до нього. Раптом він побачив темну постать, яка стояла навколішки, прихилившись до високої яблуні посередині двору. "Засідка", -- промайнуло в голові у Кожуха. Але, придивившись уважно, він засумнівався в цьому. Людина була одягнута в білу сорочку, явно непридатну для маскування і стояла обличчям до хати. Кожух наважився підійти до людини, на всякий випадок вихопивши кинджал. Його рука схопила людину за плече і повернула до себе. Кожух уронив кинджал і відсахнувся. Перед ним лежав кістяк, обтягнутий шкірою. На Кожуха дивилися вирячені очі, на голові стирчали рідкі пасма білого волосся. Розчахнутий рот був забитий зеленим листям з яблуні. Він пізнав мерця по довгих темних вусах. Це був його одноліток, колись кремезний і доброзичливий, веселий батареєць Тарас Баглай. Кожух встав на ватяних ногах і, сам не знаючи для чого, зайшов до хати. Там відразу замість свіжої прохолоди саманного куреня в ніс йому вдарив потворний солодкуватий запах розкладеної людської плоті. Коли очі його звикли до темряви, він побачив на лаві під іконами мертвого старого Баглая, борода якого стирчала на закинутому назад обличчі, стара Баглаїха сиділа біля нього, руки її по–селянськи були складені на колінах, голова, пов’язана старою хустиною, опущена на груди. Жінка Тараса, колись моторна Тетяна, найкраща співачка на цьому краю станиці, лежала на глиняній підлозі. Однією рукою вона обнімала річну дитину, малого Петра, а другою стискувала висохлу грудь. У хаті гула хмара мух. Кожух сахнувся назад, наштовхнувся спиною на піч. З гуркотом попадав, давно вже не потрібний господарям, кухонний реманент. |